# Gytha Thorkelsdóttir
Gytha Thorkelsdóttir (em inglês antigo: Gȳða Þorkelsdōttir, 1001 – após 1069), também chamada de Githa, foi a filha de Torquel Filho de Estirbirorno e esposa do nobre anglo-saxão Goduíno de Wessex.
Eles tinham uma grande família unida, dos quais cinco filhos tornaram-se condes em um momento ou outro, três condes ficaram vivos até 1066:
- Sueno, Conde da Mércia, (c. 1020 - 1052), em algum momento ele se declarou ilho ilegítimo de Canuto, o Grande, mas esta é considerada uma afirmação falsa;
- Haroldo, (c. 1022 – 14 de outubro de 1066);
- Edite de Wessex, (c. 1025 - 19 de dezembro de 1075), rainha consorte de Eduardo, o Confessor;
- Tostigo, Conde de Nortúmbria (c. 1026 – 25 de setembro de 1066);
- Girto (c. 1030 – 14 outubro de 1066);
- Gunilda de Wessex, uma freira (c. 1035–1080);
- Leofivino, Conde de Kent (c. 1035 – 14 outubro de 1066);
- Elgiva de Wessex, (c. 1035);
- Vulfonoto, (c. 1040–1094).

Dois de seus filhos, Haroldo e Tostigo, se enfrentaram na batalha de Stamford Bridge, onde Tostigo foi morto. Menos de um mês depois, três de seus filhos, Haroldo, Girto e Leofivino, foram mortos na batalha de Hastings.
Pouco tempo após a batalha de Hastings, Gytha estava morando em Exeter e pode ter causado a rebelião da cidade contra Guilherme, o Conquistador, em 1067, que para a cidade resultou em seu cerco. Ela implorou em vão para que ele devolvesse o corpo de seu filho morto, o rei Haroldo. De acordo com a Crônica Anglo-Saxônica, Gytha deixou a Inglaterra após a conquista normanda, em conjunto com as esposas ou viúvas e famílias de outros proeminentes anglo-saxões, todas as propriedades da família de Goduíno foram confiscadas pelo duque. Pouco se sabe sobre sua vida após essa época, embora seja provável que ela foi para a Escandinávia (como sua neta e homônima), onde tinha parentes.
Seu filho mais novo e sobrevivente, Vulfonoto, viveu quase toda sua vida em cativeiro na Normandia até a morte do Conquistador, em 1087. Apenas a filha mais velha, a rainha Edite (d. 1075), ainda tinha algum poder (no entanto nominal) como a viúva de Eduardo, o Confessor.

## Na cultura popular
- Na série Vikings: Valhalla, Gytha é interpretada pela atriz estoniana Henessi Schmidt, sendo personagem na 2ª temporada da série.[4]